# New Left Review
Pour les articles homonymes, voir NLR.
La New Left Review (NLR) est une revue britannique d'idées qui couvre la politique mondiale, l'économie, la théorie politique et la culture. 

## Histoire
Le premier numéro paraît en janvier-février 1960. Dirigé à ses débuts par Stuart Hall, Perry Anderson prend sa succession et propose un format proche du livre avec des articles plus longs, des notes de bas de page et une pagination d'au moins 96 pages par numéro. Robin Blackburn prend sa suite de 1982 à 2000. Juliet Mitchell coédite également cette revue.

## Gauche
Engagée à gauche, la NLR participe activement au débat marxiste en portant à la connaissance du public anglophone des auteurs comme Walter Benjamin, El Lissitsky, Hans Magnus Enzensberger, Herbert Marcuse, Theodor Adorno, Antonio Gramsci, Louis Althusser et en proposant des entretiens avec Jean-Paul Sartre, Georg Lukács et Lucio Colletti.

### Engagements
La NLR couvre l'actualité des mouvements anti-impérialistes du tiers monde, se fait l'écho des mouvements étudiants des années 1960 et 1970 et rend compte des crises politiques traversés par les régimes communistes en Russie et en Europe de l'Est.

## Auteurs
Isaac Deutscher, Raymond Williams, Raphael Samuel et Ralph Miliband y publient leurs premiers travaux.
Dans les années 1990, la NLR publie d'importants textes de Robert Brenner, Giovanni Arrighi, David Harvey, Peter Gowan et Andrew Glyn sur la crise capitaliste.